# Daniel Andrada
Daniel Andrada Jimenez (Dani, * 15. července 1975 Sevilla) je španělský sportovní lezec a bývalý reprezentant. Vítěz Rock Masteru, mistr světa a Španělska ve sportovním lezení.

## Výkony a ocenění
- 1999: nominace na prestižní mezinárodní závody Rock Master v italském Arcu v boulderingu, kde zvítězil
- 2006: nominace na ocenění Salewa Rock Award
- 2009: nominace na ocenění Salewa Rock Award
- 2016: ocenění Wild Country Rock Award (dříve Salewa)

### Závodní výsledky
| Arco Rock Master | Arco Rock Master | Arco Rock Master | Arco Rock Master | Arco Rock Master |
| Rok              | 1997             | 1999             | 2000             | 2006             |
| ---------------- | ---------------- | ---------------- | ---------------- | ---------------- |
| Rychlost         | 11               | 9-15             | 8                | —                |
| Bouldering       | —                | 1                | 2                | 7                |

| Obtížnost  | 9 | 23 | — | —  |
| Rychlost   | 1 | 9  | — | 53 |
| Bouldering | — | 23 | 6 | 55 |

| Světový pohár | Světový pohár | Světový pohár | Světový pohár | Světový pohár | Světový pohár  | Světový pohár     | Světový pohár        | Světový pohár | Světový pohár | Světový pohár | Světový pohár | Světový pohár |
| Rok           | 1992          | 1993          | 1994          | 1995          | 1996           | 1997              | 1998                 | 1999          | 2000          | 2001          | 2002          | 2003          |
| ------------- | ------------- | ------------- | ------------- | ------------- | -------------- | ----------------- | -------------------- | ------------- | ------------- | ------------- | ------------- | ------------- |
| Obtížnost     | 61            | 40            | 29            | 28            | 0              | 41                | 23                   | 17            | 25            |               |               |               |
| jednotlivě*   | ,28,          | ,18, 20-21,   | ,11-14, 26,   | 20,-21, 18,   | ,37-40, 31-32, | ,37-38, 25,26-28, | ,12-15, 29-32,17-21, |               |               |               |               |               |
|               |               |               |               |               |                |                   |                      |               |               |               |               |               |
| Rychlost      | —             | —             | —             | —             | —              | —                 | —                    |               |               |               |               |               |
| jednotlivě*   | —             | —             | —             | —             | —              | —                 | —                    |               |               |               |               |               |
|               |               |               |               |               |                |                   |                      |               |               |               |               |               |
| Bouldering    | —             | —             | —             | —             | —              | —                 | —                    | 5             | 5             | 3             |               | 54            |
| jednotlivě*   | —             | —             | —             | —             | —              | —                 | —                    |               |               |               |               |               |
|               |               |               |               |               |                |                   |                      |               |               |               |               |               |
| Kombinace     | —             | —             | —             | —             | —              | —                 | —                    | 2             |               |               |               |               |

* poznámka: nalevo jsou poslední závody v roce
| Mistrovství Evropy | Mistrovství Evropy | Mistrovství Evropy |
| Rok                | 1998               | 2004               |
| ------------------ | ------------------ | ------------------ |
| Obtížnost          | 25                 | —                  |
| Rychlost           | 5-8                | —                  |
| Bouldering         | —                  | 22                 |

| Mistrovství Španělska | Mistrovství Španělska | Mistrovství Španělska | Mistrovství Španělska | Mistrovství Španělska | Mistrovství Španělska | Mistrovství Španělska | Mistrovství Španělska | Mistrovství Španělska | Mistrovství Španělska |
| Rok                   | 1993                  | 1995                  | 1996                  | 1997                  | 1998                  | 1999                  | 2003                  | 2004                  | 2005                  |
| --------------------- | --------------------- | --------------------- | --------------------- | --------------------- | --------------------- | --------------------- | --------------------- | --------------------- | --------------------- |
| Obtížnost             | 1                     | 1                     | 1                     | 1                     | 1                     | 1                     |                       |                       |                       |
| Bouldering            |                       |                       |                       |                       |                       |                       | 1                     | 1                     | 1                     |

| Mistrovství světa juniorů | Mistrovství světa juniorů |
| Rok                       | 1994                      |
| ------------------------- | ------------------------- |
| Obtížnost                 | 4                         |

### Skalní lezení
- 2008: Delincuente natural, 9a, Rodellar, Španělsko - první přelez
- 2007: Ali-Hulk sit start extension, 9a+, Rodellar, Španělsko - první přelez

### Bouldering
- 2006: Jake al reposo, 8B+, Chopos - první přelez
- 2006: Trave de arroita, 8C, Baltzola
- 2007: El picacho total, 8B+, Rodellar - první přelez
- 2009: Las cuatro estaciones, 8B+, Juncosa/Cuevita